# Copa Continental d'hoquei sobre patins masculina 2008-2009
La vint-i-novena edició de la Copa Continental d'hoquei patins masculina es disputà el 24 de gener de 2010 al municipi català de Sant Sadurní d'Anoia (Alt Penedès). La copa, disputada a un sol partit, enfrontà el vencedor de la Copa d'Europa, el Reus Deportiu contra el vencedor de la Copa de la CERS, el CH Mataró. El partit fou arbitrat pels col·legiats espanyols Óscar Valverde i Antonio Gómez. L'entrada fou gratuïta per a tots els assistents.

## Resultat
| 4 de gener de 2010 17:00                                      |     |              |                                                                       |
| Tecnol Reus Deportiu                                          | 4-1 | AGD Mataró   | Pavelló Olímpic de l'Ateneu Agrícola Àrbitres: O. Valverde i A. Gómez |
| Garcia 10' M. Bertolucci 20' (fd) Molet 37' S. Bertolucci 48' |     | Florenza 34' | Pavelló Olímpic de l'Ateneu Agrícola Àrbitres: O. Valverde i A. Gómez |

|                             |
| Campió TECNOL REUS DEPORTIU |